# چندجمله‌ای‌های برنشتاین

چند جمله ای های برنشتاین تقریب منحنی

در زمینه ریاضی تجزیه و تحلیل عددی ، چند جمله ای برنشتاین ، که به نام سرگئی ناتانوویچ برنشتاین نامگذاری شده است، چند جمله ای در فرم برنشتاین ترکیبی خطی از چند جمله ای های برنشتاین است .
روش عددی پایدار برای ارزیابی چند جمله ای ها به شکل برنشتاین به نام الگوریتم de Casteljau وجود دارد.
چند جمله ای های برنشتاین برای اولین بار توسط برنشتاین در اثبات سازنده قضیه تقریب Weierstrass استفاده شد. با ظهور گرافیک رایانه ای ، چند جمله های برنشتاین ، محدود به فاصله [0 ، 1] ، به شکل منحنی های بزیر شناخته شدند.

چند جمله ای برنشتاین برای ترکیب منحنی درجه 4

## تعریف
n + چند جمله ای های درجه 1 برنشتاین به عنوان n تعریف می شوند
{\displaystyle b_{\nu ,n}(x)={\binom {n}{\nu }}x^{\nu }\left(1-x\right)^{n-\nu },\quad \nu =0,\ldots ,n,}
جایی که {\displaystyle {\tbinom {n}{\nu }}} ضریب دوجمله ای است . به عنوان مثال ، {\displaystyle b_{2,5}(x)={\tbinom {5}{2}}x^{2}(1-x)^{3}=10x^{2}(1-x)^{3}.}
اولین چند جمله های اساسی برنشتاین برای ترکیب مقدارهای 1 ، 2 ، 3 یا 4 با هم عبارتند از:
{\displaystyle {\begin{aligned}b_{0,0}(x)&=1,\\b_{0,1}(x)&=1-x,&b_{1,1}(x)&=x\\b_{0,2}(x)&=(1-x)^{2},&b_{1,2}(x)&=2x(1-x),&b_{2,2}(x)&=x^{2}\\b_{0,3}(x)&=(1-x)^{3},&b_{1,3}(x)&=3x(1-x)^{2},&b_{2,3}(x)&=3x^{2}(1-x),&b_{3,3}(x)&=x^{3}\end{aligned}}}

چند جمله ای های پایه برنشتاین درجه n حداکثر مبنایی را برای فضای برداری P n از چند جمله ای های درجه  n با ضرایب واقعی تشکیل می دهد. ترکیبی خطی از چند جمله ای مبتنی برنشتاین
{\displaystyle B_{n}(x)=\sum _{\nu =0}^{n}\beta _{\nu }b_{\nu ,n}(x)}
در فرم درجه Bernnstein چند جمله ای یا چند جمله ای Bernstein از درجه  n  نامیده می شود. ضرایب {\displaystyle \beta _{\nu }} ضرایب برنشتاین یا ضرایب بزیر نامیده می شوند.
از اولین چند جمله ای های مبتنی برنشتاین در زیر آمده است که از بالا، دارای فقط یک جمله هستند:
{\displaystyle {\begin{aligned}b_{0,0}(x)&=1,\\b_{0,1}(x)&=1-1x,&b_{1,1}(x)&=0+1x\\b_{0,2}(x)&=1-2x+1x^{2},&b_{1,2}(x)&=0+2x-2x^{2},&b_{2,2}(x)&=0+0x+1x^{2}\\b_{0,3}(x)&=1-3x+3x^{2}-x^{3},&b_{1,3}(x)&=0+3x-6x^{2}+3x^{3},&b_{2,3}(x)&=0+0x+3x^{2}-3x^{3},&b_{3,3}(x)&=0+0x+0x^{2}+1x^{3}\end{aligned}}}

## خواص
چند جمله ای های برنشتاین دارای ویژگی های زیر است:
- {\displaystyle b_{\nu ,n}(x)=0} ، اگر {\displaystyle \nu <0} یا {\displaystyle \nu >n.}

- {\displaystyle b_{\nu ,n}(x)\geq 0} برای {\displaystyle x\in [0,\ 1].}

- {\displaystyle b_{\nu ,n}\left(1-x\right)=b_{n-\nu ,n}(x).}

- {\displaystyle b_{\nu ,n}(0)=\delta _{\nu ,0}} و {\displaystyle b_{\nu ,n}(1)=\delta _{\nu ,n}} جایی که {\displaystyle \delta } تابع دلتا Kronecker است: {\displaystyle \delta _{ij}={\begin{cases}0&{\text{if }}i\neq j,\\1&{\text{if }}i=j.\end{cases}}}

- {\displaystyle b_{\nu ,n}(x)} ریشه ای با کثرت {\displaystyle \nu } در نقطه {\displaystyle x=0}  دارد.(توجه داشته باشید: اگر {\displaystyle \nu =0} ، هیچ ریشه ای در 0 وجود ندارد).

- {\displaystyle b_{\nu ,n}(x)} ریشه ای با کثرت دارد {\displaystyle \left(n-\nu \right)} در نقطه {\displaystyle x=1} (توجه داشته باشید: اگر {\displaystyle \nu =n} ، در 1 ریشه وجود ندارد).

- مشتق را می توان به عنوان ترکیبی از دو چند جمله ای درجه پایین نوشت:
{\displaystyle b'_{\nu ,n}(x)=n\left(b_{\nu -1,n-1}(x)-b_{\nu ,n-1}(x)\right).}

- تبدیل چند جمله ای برنشتاین به یک جمله است
{\displaystyle b_{\nu ,n}(x)={\binom {n}{\nu }}\sum _{k=0}^{n-\nu }{\binom {n-\nu }{k}}(-1)^{n-\nu -k}x^{\nu +k}=\sum _{\ell =\nu }^{n}{\binom {n}{\ell }}{\binom {\ell }{\nu }}(-1)^{\ell -\nu }x^{\ell },}

و تحول دوجمله ای معکوس توسط تبدیل معکوس،  عبارت است از: 
{\displaystyle x^{k}=\sum _{i=0}^{n-k}{\binom {n-k}{i}}{\frac {1}{\binom {n}{i}}}b_{n-i,n}(x)={\frac {1}{\binom {n}{k}}}\sum _{j=k}^{n}{\binom {j}{k}}b_{j,n}(x).}
- انتگرال نامعین توسط داده می شود
{\displaystyle \int b_{\nu ,n}(x)dx={\frac {1}{n+1}}\sum _{j=\nu +1}^{n+1}b_{j,n+1}(x).}

- انتگرال مشخص، برای n مشخص شده به صورت زیر تعریف میشود:
{\displaystyle \int _{0}^{1}b_{\nu ,n}(x)dx={\frac {1}{n+1}}\quad \ \,{\text{for all }}\nu =0,1,\dots ,n.}

- اگر {\displaystyle n\neq 0} ، سپس {\displaystyle b_{\nu ,n}(x)} در این فاصله حداکثر محلی منحصر به فرد دارد {\displaystyle [0,\ 1]} در {\displaystyle x={\frac {\nu }{n}}} . این حداکثر مقدار زیر را می گیرد:
{\displaystyle \nu ^{\nu }n^{-n}\left(n-\nu \right)^{n-\nu }{n \choose \nu }.}

- چند جمله ای های درجه برنشتاین {\displaystyle n} تقسیم وحدت را تشکیل دهید :
{\displaystyle \sum _{\nu =0}^{n}b_{\nu ,n}(x)=\sum _{\nu =0}^{n}{n \choose \nu }x^{\nu }\left(1-x\right)^{n-\nu }=\left(x+\left(1-x\right)\right)^{n}=1.}

- با گرفتن اولین مشتق {\displaystyle x}  از {\displaystyle (x+y)^{n}} ، و تلقی {\displaystyle y} به عنوان ثابت ، سپس با جایگزین کردن {\displaystyle y=1-x} ، می توان نشان داد که
{\displaystyle \sum _{\nu =0}^{n}\nu b_{\nu ,n}(x)=nx.}

- به همین ترتیب چ مشتق دوم  {\displaystyle x}  از {\displaystyle (x+y)^{n}} ، با   جایگزین شدن دوباره {\displaystyle y} با عبارت ،{\displaystyle y=1-x} ، نشان میدهد که
{\displaystyle \sum _{\nu =1}^{n}\nu (\nu -1)b_{\nu ,n}(x)=n(n-1)x^{2}.}

- یک چند جمله ای برنشتاین را همیشه می توان به صورت ترکیبی خطی از چند جمله ای های درجه بالاتر نوشت:
{\displaystyle b_{\nu ,n-1}(x)={\frac {n-\nu }{n}}b_{\nu ,n}(x)+{\frac {\nu +1}{n}}b_{\nu +1,n}(x).}

- گسترش چندجملهای چبیشف نوع اول به مبنای برنشتاین [۳]
{\displaystyle T_{n}(u)=(2n-1)!!\sum _{k=0}^{n}{\frac {(-1)^{n-k}}{(2k-1)!!(2n-2k-1)!!}}b_{k,n}(u).}

## تقریب توابع مداوم
ƒ را به عنوان یک تابع پیوسته در بازه [0، 1] چند جمله ای برنشتاین را در نظر بگیرید
{\displaystyle B_{n}(f)(x)=\sum _{\nu =0}^{n}f\left({\frac {\nu }{n}}\right)b_{\nu ,n}(x).}
می توان نشان داد که
{\displaystyle \lim _{n\to \infty }{B_{n}(f)}=f}
به طور یکنواخت در فاصله [0 ، 1]    
چند جمله ای های برنشتاین یک روش برای اثبات قضیه تقریب Weierstrass ارائه می دهد که هر تابع مداوم با ارزش واقعی در یک بازه واقعی [ a ، b ] را می توان با توابع چند جمله ای {\displaystyle \mathbb {R} }بیش از یکنواخت تقریب زد  . 
در بیانی عمومی تر برای یک تابع با K مستمر هفتم مشتق
{\displaystyle {\left\|B_{n}(f)^{(k)}\right\|}_{\infty }\leq {\frac {(n)_{k}}{n^{k}}}\left\|f^{(k)}\right\|_{\infty }\quad \ {\text{and}}\quad \ \left\|f^{(k)}-B_{n}(f)^{(k)}\right\|_{\infty }\to 0,}
علاوه بر این
{\displaystyle {\frac {(n)_{k}}{n^{k}}}=\left(1-{\frac {0}{n}}\right)\left(1-{\frac {1}{n}}\right)\cdots \left(1-{\frac {k-1}{n}}\right)}
یک مقدار ویژه B n است ؛ عملکرد ویژه مربوط به آن چند جمله ای درجه است ک

### اثبات احتمالی
این اثبات از اثبات اصلی برنشتاین در سال 1912 پیروی می کند.  همچنین به فلر (1966) یا کورالوف و سینا (2007) مراجعه کنید.  
فرض کنید K است متغیر تصادفی به عنوان تعداد موفقیتها در n را مستقل توزیع برنولی با احتمال x از موفقیت در هر آزمایش به؛ به عبارت دیگر ، K دارای توزیع دوجمله ای با پارامترهای n و x سپس مقدار مورد انتظار را داریم {\displaystyle \operatorname {\mathcal {E}} \left[{\frac {K}{n}}\right]=x\ } و
{\displaystyle (1+t)^{n}=\sum _{k}{n \choose k}t^{k},}
طبق قانون ضعیف تعداد زیادی نظریه احتمال ،
{\displaystyle b_{k,n}(x)={n \choose k}x^{k}(1-x)^{n-k},}
برای هر δ > 0 علاوه بر این، این رابطه دارای یکنواخت در X، که می توان از اثبات آن از طریق دیده نابرابری چبیشف ، با توجه به که واریانس  K،  برابر × (1 − X) است، از بالا توسط  از x محدود بدون در نظر گرفتن.
از آنجا ƒ مستمر بودن در یک فاصله زمانی بسته و کراندار، باید یکنواخت پیوسته در آن بازه، یک نوشتار بیانیه ای از فرم
{\displaystyle f_{n}(x)-f(x)=\sum _{k}[f(k/n)-f(x)]\,b_{k,n}(x),}
بصورت یکنواخت در x . با در نظر گرفتن اینکه ƒ محدود است (در فاصله زمانی مشخص) فرد می تواند انتظار را بدست آورد
{\displaystyle |f_{n}(x)-f(x)|\leq \sum _{k}|f(k/n)-f(x)|\,b_{k,n}(x).}
بصورت یکنواخت در x . بدین منظور یکی مجموع انتظار را به دو قسمت تقسیم می کند. در یک قسمت تفاوت از ε فراتر نمی رود. این بخش نمی تواند بیش از ε کمک کند . در قسمت دیگر این اختلاف از ε فراتر می رود ، اما از 2 M فراتر نمی رود ، جایی که M حد بالایی برای | است ƒ (x) | این قسمت نمی تواند بیش از 2 M برابر احتمال کوچک اختلاف بیش از ε باشد .
سرانجام ، یکی مشاهده می کند که مقدار مطلق تفاوت بین انتظارات هرگز از انتظار مقدار مطلق اختلاف فراتر نمی رود و
{\displaystyle f_{n}(x)=\sum _{k}f(k/n)\,b_{k,n}(x).}

### اثبات ابتدایی
اثبات احتمال را می توان به روش ابتدایی ، با استفاده از ایده های احتمالی اساسی ، اما با تأیید مستقیم ادامه داد:     
هویت های زیر را می توان تأیید کرد:
(3) {\displaystyle \sum _{k}\left(x-{k \over n}\right)^{2}{n \choose k}x^{k}(1-x)^{n-k}={x(1-x) \over n}.}
("احتمال")
(2) {\displaystyle \sum _{k}{k \over n}{n \choose k}x^{k}(1-x)^{n-k}=x}
("میانگین")
(3) {\displaystyle \sum _{k}\left(x-{k \over n}\right)^{2}{n \choose k}x^{k}(1-x)^{n-k}={x(1-x) \over n}.}
("واریانس")
در واقع ، با قضیه دو جمله ای
{\displaystyle (1+t)^{n}=\sum _{k}{n \choose k}t^{k},}
و این معادله را می توان دو بار به {\displaystyle t{\frac {d}{dt}}} . هویت (1) ، (2) و (3) با استفاده از تعویض به راحتی دنبال می شود {\displaystyle t=x/(1-x)} .
در این سه هویت ، از علامت چند جمله ای مبانی فوق استفاده کنید
{\displaystyle |f_{n}(x)-f(x)|\leq \sum _{|x-{k \over n}|<\delta }|f(k/n)-f(x)|\,b_{k,n}(x)+\sum _{|x-{k \over n}|\geq \delta }|f(k/n)-f(x)|\,b_{k,n}(x).}
و اجازه دهید
{\displaystyle f_{n}(x)=\sum _{k}f(k/n)\,b_{k,n}(x).}
بنابراین ، توسط هویت (1)
{\displaystyle \sum _{|x-k/n|\geq \delta }b_{k,n}(x)\leq \sum _{k}\delta ^{-2}\left(x-{k \over n}\right)^{2}b_{k,n}(x)=\delta ^{-2}{x(1-x) \over n}<\delta ^{-2}n^{-1}.}
به طوری که
{\displaystyle |f_{n}(x)-f(x)|\leq \sum _{k}|f(k/n)-f(x)|\,b_{k,n}(x).}
از آنجا که f یکنواخت پیوسته است ، داده می شود {\displaystyle \varepsilon >0} ، وجود دارد {\displaystyle \delta >0} به طوری که {\displaystyle |f(a)-f(b)|<\varepsilon } هر زمان که {\displaystyle |a-b|<\delta } . علاوه بر این ، با تداوم ، {\displaystyle M=\sup |f|<\infty } . اما بعد
{\displaystyle \sum _{i_{1}}\sum _{i_{2}}\cdots \sum _{i_{k}}{n_{1} \choose i_{1}}{n_{2} \choose i_{2}}\cdots {n_{k} \choose i_{k}}f({i_{1} \over n_{1}},{i_{2} \over n_{2}},\dots ,{i_{k} \over n_{k}})x_{1}^{i_{1}}(1-x_{1})^{n_{1}-i_{1}}x_{2}^{i_{2}}(1-x_{2})^{n_{2}-i_{2}}\cdots x_{k}^{i_{k}}(1-x_{k})^{n_{k}-i_{k}}}
اولین جمع کمتر از ε است. از طرف دیگر ، با هویت (3) در بالا ، و از آن زمان {\displaystyle |x-k/n|\geq \delta } ، جمع دوم با 2 M بار محدود می شود
{\displaystyle \sum _{|x-k/n|\geq \delta }b_{k,n}(x)\leq \sum _{k}\delta ^{-2}\left(x-{k \over n}\right)^{2}b_{k,n}(x)=\delta ^{-2}{x(1-x) \over n}<\delta ^{-2}n^{-1}.}
( نابرابری چبیشف )
که آن را زیر چند جمله ای f N تمایل به F یکنواخت.

## تعمیم به بعد بالاتر
چند جمله ای های Bernstein را می توان به ابعاد k تعمیم داد. چند جمله ای های بدست آمده به شکل Pi1(x1) Pi2(x2) ... Pik(xk) Pi1(x1) Pi2(x2) ... Pik(xk) Pi1(x1) Pi2(x2) ... Pik(xk) Pi1(x1) Pi2(x2) ... Pik(xk)  در ساده ترین حالت فقط محصولات فاصله واحد [0,1] در نظر گرفته می شوند. اما ، با استفاده از تبدیل های آفینی خط ، چندین جمله های برنشتاین را می توان برای محصولات [a1, b1] × [a2, b2] × ... × [ak, bk] . برای یک تابع مداوم f روی محصول برابر k برابر واحد ، اثبات اینکه f(x1, x2, ..., xk) می تواند به طور یکسان تقریب شود
{\displaystyle \sum _{i_{1}}\sum _{i_{2}}\cdots \sum _{i_{k}}{n_{1} \choose i_{1}}{n_{2} \choose i_{2}}\cdots {n_{k} \choose i_{k}}f({i_{1} \over n_{1}},{i_{2} \over n_{2}},\dots ,{i_{k} \over n_{k}})x_{1}^{i_{1}}(1-x_{1})^{n_{1}-i_{1}}x_{2}^{i_{2}}(1-x_{2})^{n_{2}-i_{2}}\cdots x_{k}^{i_{k}}(1-x_{k})^{n_{k}-i_{k}}}
گسترش مستقیم اثبات برنشتاین در یک بعد است. 

## همچنین ببینید
- درون یابی چند جمله ای
- فرم نیوتن
- فرم لاگرانژ
- Binomial QMF

1. 1 2  (Lorentz 1953)
2. ↑  Mathar, R. J. (2018). "Orthogonal basis function over the unit circle with the minimax property". arXiv:1802.09518.
3. ↑  Rababah, Abedallah (2003). "Transformation of Chebyshev-Bernstein Polynomial Basis". Comp. Meth. Appl. Math. 3: 608–622. doi:10.2478/cmam-2003-0038.
4. ↑  Natanson (1964) p. 6
5. ↑  (Feller 1966)
6. ↑  (Beals 2004)
7. ↑  Natanson (1964) p. 3
8. ↑  (Bernstein 1912)
9. ↑  (Feller 1966)
10. ↑  (Lorentz 1953)
11. ↑  (Beals 2004)
12. ↑  (Goldberg 1964)
13. ↑  (Akhiezer 1956)
14. ↑  (Burkill 1959)
15. ↑  (Lorentz 1953)
16. ↑  Hildebrandt, T. H.; Schoenberg, I. J. (1933), "On linear functional operations and the moment problem for a finite interval in one or several dimensions", Annals of Mathematics, 34: 327

## لینک های خارجی
- Kac, Mark (1938). "Une remarque sur les polynomes de M. S. Bernstein". Studia Mathematica. 7: 49–51. doi:10.4064/sm-7-1-49-51.
- Kelisky, Richard Paul; Rivlin, Theodore Joseph (1967). "Iteratives of Bernstein Polynomials". Pacific Journal of Mathematics. 21: 511. doi:10.2140/pjm.1967.21.511.
- Petrone, Sonia (1999). "Random Bernstein polynomials". Scand. J. Stat. 26: 373–393. doi:10.1111/1467-9469.00155.
- Oruc, Halil; Phillips, Geoerge M. (1999). "A generalization of the Bernstein Polynomials". Proceedings of the Edinburgh Mathematical Society. 42: 403–413. doi:10.1017/S0013091500020332.
- Joy, Kenneth I. (2000). "Bernstein Polynomials" (PDF). Archived from the original (PDF) on 2012-02-20. Retrieved 2009-02-28. from University of California, Davis. Note the error in the summation limits in the first formula on page 9.
- Idrees Bhatti, M.; Bracken, P. (2007). "Solutions of differential equations in a Bernstein Polynomial basis". J. Comput. Appl. Math. 205: 272–280. doi:10.1016/j.cam.2006.05.002.
- Casselman, Bill (2008). "From Bézier to Bernstein". Feature Column from American Mathematical Society
- Acikgoz, Mehmet; Araci, Serkan (2010). "On the generating function for Bernstein Polynomials". AIP Conf. Proc. 1281: 1141. doi:10.1063/1.3497855.
- Doha, E. H.; Bhrawy, A. H.; Saker, M. A. (2011). "Integrals of Bernstein polynomials: An application for the solution of high even-order differential equations". Appl. Math. Lett. 24: 559–565. doi:10.1016/j.aml.2010.11.013.
- Farouki, Rida T. (2012). "The Bernstein polynomial basis: a centennial retrospective". Comp. Aid. Geom. Des. 29: 379–419. doi:10.1016/j.cagd.2012.03.001.
- Chen, Xiaoyan; Tan, Jieqing; Liu, Zhi; Xie, Jin (2017). "Approximations of functions by a new family of generalized Bernstein operators". J. Math. Ann. Applic. 450: 244–261. doi:10.1016/j.jmaa.2016.12.075.
- Weisstein, Eric W. "Bernstein Polynomial". MathWorld.
- This article incorporates material from properties of Bernstein polynomial on PlanetMath, which is licensed under the Creative Commons Attribution/Share-Alike License.